# Metapleuron

Onderdelen van het borststuk van een huisvlieg:
1 = prescutum
2 = scutum
3 = scutellum
4 = propleuron
5 = mesopleuron
6 = metapleuron
7 = prosternum
8 = mesosternum
9 = metasternum

Het metapleuron is een onderdeel van het borststuk van een insect. Metapleuron betekent aan de achterzijde van de zijkant. Het metapleuron is vanaf de zijkant bezien gelegen aan de achterzijde van het midden van het borststuk, achter respectievelijk het mesopleuron (in het midden van de zijkant) en het propleuron (aan de voorzijde van de zijkant).